# トゥグルル・エラト
トゥグルル・エラト（アゼルバイジャン語: Toğrul Erat、1992年6月17日 - ）は、アゼルバイジャンとドイツのサッカー選手。アゼルバイジャン代表。ポジションはMF。

## 経歴
2013年12月9日に1.FCカイザースラウテルン戦で2. ブンデスリーガ初出場を果たした。その5日後にはエネルギー・コットブスからプロ初得点を奪った。